# أنتوني بين
أنتوني بين (بالإنجليزية: Anthony R. Bean)‏ (مواليد 1957) هو عالم نبات أسترالي يعمل في كوينزلاند هيرباريم وبريسبين بوتانيك غاردنز، ماونت كوتها.